# Gradation (Druck)
Mit einer Gradation werden in der Druckvorstufe Anpassungen der Farbdichte vorgenommen, um die Druckdaten an verschiedene Druckverfahren und Ausgabemedien mit je unterschiedlichem Tonwertzuwachs anzupassen und somit eine originalgetreue Reproduktion der Vorlage zu erreichen.
Im Tiefdruck beispielsweise werden die Tonwerte 0 % … 100 %, die durch die 8-Bit-Werte 0 – 255 repräsentiert werden (Eingangswerte), umgesetzt in korrespondierende Ausgangswerte 0 … 255.
Die Umsetzung ist im Allgemeinen nicht linear, wobei die Tonwerte so verzerrt werden, dass nach Gravur und Druck auf dem bedruckten Papier genau die richtigen Druckdichten erreicht werden, z. B.
- 5 % →  7 % (8 Bit:  13 →  18)
- 50 % → 50 % (8 Bit: 128 → 128)
- 95 % → 90 % (8 Bit: 243 → 230).